# 拉布河畔圣玛格丽滕
拉布河畔圣玛格丽滕是奥地利施蒂利亚州魏茨县的一个市镇。总面积43.02平方公里，总人口3914人，人口密度91.0人/平方公里（2012年）。